# Rhino Records
Rhino Records – amerykańska wytwórnia płytowa. Została założona w roku 1976 przez Harolda Bronsona i Richarda Foosa. Należy do grupy Warner Music Group.